# Hochland von Oimjakon
Das Hochland von Oimjakon ist ein Hochland in Nordost-Sibirien (Russland, Asien).

## Geographie
Das Hochland von Oimjakon liegt an der Ostgrenze von Sacha (Jakutien), ungefähr 600 bis 700 km nordöstlich der Großstadt Jakutsk bei Oimjakon, dem Ort, bei dem sich der „Kältepol aller bewohnten Gebiete der Erde“ (siehe unten) befindet.
Das Hochland besteht hauptsächlich aus einer Hochgebirgskette, die sich zwischen dem langgestreckten Werchojansker Gebirge bzw. dessen bis 2959 m Höhe aufragendem Südausläufer Suntar Chajata im Westen und dem Tscherskigebirge (bis 3003 m Höhe) im Osten befindet und an die sich in nordwestlicher Richtung zahlreiche Berge und Gebirgszüge anschließen. Die Bergkette bildet das Verbindungsglied beider Hochgebirge und die Ostgrenze von Sacha.
Das Hochland wird von der Indigirka durchflossen. Etwa 150 km westlich dieses Hochlands befindet sich der höchste Berg des Werchojansker Gebirges – der Mus Chaja.

## Temperaturen

### Überblick
Obwohl das Hochland von Oimjakon etwa 2900 bis 3000 km vom geographischen Nordpol entfernt ist, kommen dort die niedrigsten Temperaturen aller bewohnten Gebiete der Erde vor. Dies liegt an dem sich nach Nordwesten hin u-förmig öffnenden Hochland, das zwischen den beiden oben genannten Hochgebirgen liegt und das in Richtung Süden von deren Verbindungs-Bergkette abgeschlossen wird. Begünstigt durch arktische Luftströmungen, die aus Richtung Nordwesten in die Gegend einströmen, entwickelt sich dadurch in den südöstlichen Tälern des Hochlands ein Kaltluftsee, in dem sich in der trockenen Luft extrem niedrige Temperaturen entwickeln. Begünstigt wird diese eisige Situation außerdem durch die sehr weite Entfernung zur Küste des Atlantiks, denn auf der Nordhalbkugel werden die Witterungsbedingungen hauptsächlich durch die Westwinddrift bestimmt, so dass feucht-warmes Wetter hier kaum entstehen kann; der recht nahegelegene Pazifik hat zumeist nur wenig Einfluss auf das dortige Kontinentalklima.

### Kältepol aller bewohnten Gebiete der Erde
Im Hochland von Oimjakon befindet sich vermutlich der „Kältepol aller bewohnten Gebiete der Erde“, an dem also die niedrigste jemals gemessene Temperatur dieser Bereiche ermittelt wurde; die niedrigsten werden meist im Januar und Februar erreicht:
- 6. Februar 1933: −67,8 °C (Wetterstation von Oimjakon (gleicher Wert wie in Werchojansk; dort gemessen am 5. und 7. Februar 1892))[2]
- Winter 1938: −77,8 °C (Wetterstation von Oimjakon)[1], Wert wird von der WMO nicht anerkannt.

Noch tiefere Temperaturen als im Hochland von Oimjakon wurden auf der Erde bisher nur am Südpol und in der komplett von Gletschern bedeckten Ostantarktis, die abgesehen von Forschern völlig unbewohnt ist, bei der russischen Forschungsstation Wostok gemessen (Infos zu diesen Temperaturen siehe dort).